# Fate/stay tune
『Fate/stay tune』（フェイト ステイチューン）は、2007年2月から9月の期間、アニメイトTVおよび音泉にて配信された、テレビアニメ『Fate/stay night』に関するインターネットラジオ番組。パーソナリティはセイバー役の川澄綾子、遠坂凛役の植田佳奈の2人。全28回。
その後、2009年10月より、劇場版アニメ『Fate/stay night UNLIMITED BLADE WORKS』（2010年1月公開）に先立ち、『Fate/stay tune UNLIMITED RADIO WORKS』が2010年4月まで配信された。全26回。こちらについても、本項目で取り扱う。

## 概要
アニメイトTV
- 2007年2月22日 - 2007年9月6日、毎週木曜日配信（バックナンバーは直近4回分を配信）

音泉
- 2007年3月8日 - 2007年、毎週木曜日配信（アニメイトTVより2週遅れで配信、バックナンバーはなし）

備考
- 番組内では、リスナーのことをマスターと呼ぶ。
- お便りを読まれるとステッカーが送られた。またお便りが10回(途中からは5回)読まれるとオリジナルサイン色紙がプレゼントされた。

## コーナー
フツオタ教会
ふつおたのコーナー。コーナー名はゲーム本編内の言峰教会より。
一刀両断!エクスカリバー
リスナーからの相談事を、植田と川澄が一刀両断するコーナー。隔週。
令呪に従え!!
リスナーからの3つの指示に、植田と川澄が挑戦するコーナー。なお、3つというのは、1リスナーから3つではなく、コーナー全体で3つ。隔週。
らじおタイガー道場
ゲーム本編のタイガー道場のラジオ版。主に視聴者のはがきを読んだりFateに関するインフォメーションを担当する。なおこのコーナーのみパーソナリティは大河役の伊藤美紀とイリヤ（ロリブルマ）役の門脇舞以。
第4の令呪
前述のコーナー「令呪に従え!!」の出張版で、ラジオ本編の最後に1つだけ、リスナーの指示を実行する。なお、こちらは毎週。

## サブタイトル
サブタイトルはアニメイトTVにて配信時に表示されたもの。音泉ではバックナンバーの表示がないため、サブタイトルが付かない。
1. Fateラジオ開幕！あなたが私のリスナーか？
2. してやったりですか？
3. 何かいいもん貰えるらしいですよ
4. お風呂の入り方
5. 二人は何オタク？
6. 味オンチは誰だ
7. 予想外です
8. 私、どっちかと言うと S なんです
9. 発売日です
10. ゲストに来るのはいいが、別にレギュラーになっても構わんのだろう？
11. イメージするものはつねに理想の自分だ
12. 衛宮より先にゲストに呼ばれたって？　ハッ！当然だろ
13. 緊急参戦！
14. なんかソワソワする
15. 世界のみなさんこんにちわ
16. モンスターばっかり狩ってないで
17. やっちゃえバーサーカー！
18. パーソナリティー下克上
19. 植田さんパーソナリティー復帰おめでとうございます（笑）
20. 待ち時間に自分たちの着ボイスを落としてました
21. 今日はワカメは来てないの？
22. タイミングなんだよね
23. 士郎さんは現実でも士郎さんっぽいですね
24. どっちが好き？
25. お祭りとか行きました？
26. なんかすごい暑いね
27. タイころ特集です！
28. （最終回） 最終回っていう感じしませんね

## ゲスト
特に注釈の無い回数表記の後の日付はアニメイトTVでの配信開始日とする。
- 第08回（2007年4月12日） - 下屋則子（間桐桜役）
- 第10回（2007年4月26日） - 諏訪部順一（アーチャー役）
- 第12回（2007年5月10日） - 神谷浩史（間桐慎二役）
- 第17回（2007年6月14日） - 門脇舞以（イリヤスフィール・フォン・アインツベルン役）
- 第18回（2007年6月21日） - 植田佳奈（遠坂凛役）[1]
- 第21回（2007年7月12日） - 浅川悠（ライダー役）
- 第23回（2007年7月26日） - 杉山紀彰（衛宮士郎役）

## Fate/stay tune UNLIMITED RADIO WORKS
Fate/stay tune UNLIMITED RADIO WORKS（フェイト/ステイチューン アンリミテッドレディオワークス）は、2010年1月23日に公開された劇場版アニメ『Fate/stay night Unlimited Blade Works』に先立って、音泉とアニメイトTVで2009年10月16日から2010年4月16日まで配信されていた、『Fate/stay tune』の後継WEBラジオ。パーソナリティは諏訪部順一（アーチャー 役）と、前放送の川澄綾子・植田佳奈のローテーションで行われる。配信は毎週金曜日。
また、同時にモバイルアニメイトと声優アニメイト+hm3で『アーチャーの固有結界ラジオ』が配信されている。パーソナリティは諏訪部順一。

### コーナー
ふつおた
普通のメールを募集する。
一撃必殺・カラドボルグ
前回の『一刀両断！エクスカリバー』に相当するコーナー。リスナーの悩みをパーソナリティが解決に導く。「カラドボルグ」は、Fate本編でアーチャーの使用する宝具の名称。
セイバーVS凛 花嫁戦争
女性パーソナリティの二人の「女力」を上げるため、リスナーから二人に課題を出すコーナー。
令呪に従え！！
前回に引き続きのコーナー。パーソナリティにやって貰いたい事を募集する。
あちゃーなアーチャー
Fate本編でアーチャーが言わなそうな台詞を募集し、諏訪部がそれを実演する。
こんなFateはNoだ！！
リスナーから「もし○○だったらFateとしてありえない」という内容を募集する。

### 放送
| 放送回 | 放送日         | タイトル                                                    | パーソナリティ | ゲスト                  |
| ------ | -------------- | ----------------------------------------------------------- | -------------- | ----------------------- |
| 第1回  | 2009年10月16日 | 改めなくたっていいじゃない ＾＾；；；                       | 諏訪部・川澄   |                         |
| 第2回  | 2009年10月23日 | 本番で出来ればいいのサ                                      | 諏訪部・植田   |                         |
| 第3回  | 2009年10月30日 | 謎の生物は教室の後から登場するのだ                          | 諏訪部・川澄   |                         |
| 第4回  | 2009年11月6日  | 電車の中に、本当に恋のチャンスはあるのか？                  | 諏訪部・川澄   |                         |
| 第5回  | 2009年11月13日 | メガネに指紋をつけるぞ（←地味な嫌がらせ）                   | 諏訪部・植田   |                         |
| 第6回  | 2009年11月20日 | おれにはリチャード・ギアに見える ＾＾；；；                 | 諏訪部・植田   |                         |
| 第7回  | 2009年11月27日 | そんなダブル・プレーはない (;´Д｀)                          | 諏訪部・川澄   |                         |
| 第8回  | 2009年12月4日  | おれの男坂は始まったばかりだからな                          | 諏訪部・川澄   |                         |
| 第9回  | 2009年12月11日 | そうだ、自分で電車を運転すればいいのだ！                    | 諏訪部・植田   |                         |
| 第10回 | 2009年12月18日 | 令呪に逆らうでござる (;´Д｀)                                | 諏訪部・植田   |                         |
| 第11回 | 2009年12月25日 | アーチャー、日本経済を語る ＾＾；；；                       | 諏訪部・川澄   |                         |
| 第12回 | 2010年1月8日   | 改めるんじゃなくて、最初から本気でいくのサ                  | 諏訪部・川澄   |                         |
| 第13回 | 2010年1月15日  | 既製服のボタンは、なぜゆるくつけられているのか              | 諏訪部・植田   |                         |
| 第14回 | 2010年1月22日  | いよいよ明日から劇場公開（＾＾）                            | 諏訪部・植田   |                         |
| 第15回 | 2010年1月29日  | これ、いわゆるリア充ってやつ？                              | 諏訪部・川澄   | 神谷浩史（間桐慎二 役） |
| 第16回 | 2010年2月5日   | イメージするのは最低な自分だ！                              | 諏訪部・川澄   |                         |
| 第17回 | 2010年2月12日  | バレンタイン・デーは、一人一殺で ＾＾；；；                 | 諏訪部・植田   | 杉山紀彰（衛宮士郎 役） |
| 第18回 | 2010年2月19日  | リミットを外すとセクシーになるのか？                        | 諏訪部・植田   |                         |
| 第19回 | 2010年2月26日  | では、金メダル級のトークで (;´Д｀)                          | 諏訪部・川澄   |                         |
| 第20回 | 2010年3月5日   | あやちーの真実                                              | 諏訪部・川澄   |                         |
| 第21回 | 2010年3月12日  | 盗んだバイクで走り出したヤツを捕まえたことがある ＾＾；；； | 諏訪部・植田   |                         |
| 第22回 | 2010年3月19日  | ノーと言える日本人になれ、ということで (;´Д｀)              | 諏訪部・植田   |                         |
| 第23回 | 2010年3月26日  | プレアデス星人VSケロン人                                    | 諏訪部・川澄   | 中田譲治（言峰綺礼 役） |
| 第24回 | 2010年4月2日   | 肘で挟むといいらしいぞ (;´Д｀)                              | 諏訪部・川澄   |                         |
| 第25回 | 2010年4月9日   | 諏訪部さんに触らせてもらった☆                               | 諏訪部・植田   |                         |
| 第26回 | 2010年4月16日  | それに、もう目的がない。私の戦いは終わったのだ              | 諏訪部・植田   |                         |

## 関連商品
- ラジオCD「Fate/stay tune」第1巻
2007年8月24日にフロンティアワークスより発売。CD2枚組。DISC-1は第1回から第14回放送分を、DISC-2は新規撮り下ろしの特別編とロンドローブ2007の公開録音を収録している。ジャケットはテレビアニメ『Fate/stay night』作画監督・藤井まきの描き下ろし。
- ラジオCD「Fate/stay tune」第2巻
2007年10月24日にフロンティアワークスより発売。CD2枚組。DISC-2は第15回から第28回放送分を、DISC-2は新規撮り下ろしの特別編2編を収録。新規撮り下ろし分の一つはパーソナリティを神谷浩史（間桐慎二 役）、浅川悠（ライダー 役）に交代している。ジャケットは藤井まきの描き下ろし。
- ラジオCD「Fate/stay tune」冬コミ2007出張版【セイバーside】
コミックマーケット73でフロンティアワークスから限定発売。新規撮り下ろしの特別編を収録。ジャケットは藤井まきの描き下ろしで、後述の凛sideと合わせると一枚のイラストになる。
- ラジオCD「Fate/stay tune」冬コミ2007出張版【凛side】
コミックマーケット73でRONDO ROBEから限定発売。新規撮り下ろしの特別編を収録。ジャケットは藤井まきの描き下ろし。
- ラジオCD「Fate/stay tune UNLIMITED RADIO WORKS」Vol.1
2010年3月25日にフロンティアワークスより発売。CD2枚組。DISC-1は新規撮り下ろしの特別編、DISC-2は既配信分を収録している。
- ラジオCD「Fate/stay tune UNLIMITED RADIO WORKS」Vol.2
2010年5月26日にフロンティアワークスより発売。CD2枚組。DISC-1は新規撮り下ろしの特別編、DISC-2は既配信分を収録している。
- ラジオCD「Fate/stay tune UNLIMITED RADIO WORKS」コミックマーケット78特別版【side：セイバー】
コミックマーケット78でジェネオン・ユニバーサル・エンターテイメントから限定発売。パーソナリティは諏訪部順一（アーチャー 役）と川澄綾子（セイバー 役）。ゲストは門脇舞以（イリヤスフィール・フォン・アインツベルン 役）。
- ラジオCD「Fate/stay tune UNLIMITED RADIO WORKS」コミックマーケット78特別版【side：凛】
コミックマーケット78でフロンティアワークスから限定発売。パーソナリティは諏訪部順一（アーチャー 役）と植田佳奈（遠坂凛 役）。ゲストは杉山紀彰（衛宮士郎 役）。